# Abbaye de Pornó
L’abbaye de Pornó (en allemand Pernau) est une ancienne abbaye bénédictine puis cistercienne, bâtie dans le village de Pornóapáti, à l'ouest de la Hongrie.
Fondée en 1219, elle devient cistercienne en s'affiliant à l'abbaye de Szentgotthárd en 1234 ; l'instauration du régime de la commende au XVIe siècle lui est fatale et l'abbaye disparaît en 1526.

## Histoire

### Fondation
L'abbaye de Pornó est à l'origine une fondation bénédictine, instaurée par Banus Chepan, fils du palatin István Jak, qui fond ensuite une autre abbaye dans le village qui porte son nom.
István Nador fait venir des moines de Szentgotthárd en 1234,.
L'abbaye de Pornó est l'une des six abbayes bénédictines de Hongrie qui se sont tournées vers l'ordre cistercien entre 1191 et 1303, et c'est la seule des six dont l'existence se soit prolongée dans les siècles suivants. À la fin du XIIIe siècle, elle tombe entre les mains de la famille Kopász, héritière du fondateur, qui acceptent mal de ne pas pouvoir être enterrés à Pornó, les cisterciens n'acceptant à l'époque d'enterrer dans leurs abbatiales que des personnes de sang royal. C'est sans doute la raison pour laquelle cette famille fonde l'abbaye de Ják, située à une dizaine de kilomètres seulement.

### Fermeture
L'abbaye de Pornó se trouve prise dans les querelles judiciaires qui visent son abbaye-mère de Szentgotthárd. Quand celle-ci tombe en commende puis finit par être fermée au début du XVIe siècle, l'abbaye-fille ferme aussi. Mais, contrairement à la première, elle ne se relève pas par la suite.